# Ostrówek (gmina Wilczyn)
Ostrówek – kolonia w Polsce, położona w województwie wielkopolskim, w powiecie konińskim, w gminie Wilczyn.
Do 2024 r. miejscowość była częścią wsi Wiśniewa. W latach 1975–1998 Ostrówek administracyjnie należał do województwa konińskiego.